# La Publicidad (Barcelona)
La Publicidad fue un periódico editado en Barcelona entre 1878 y 1922, escrito en castellano. A lo largo su historia el diario estuvo bajo el control de diversos propietarios, siendo paulatinamente catalanizado y sucedido por La Publicitat, en 1922.

## Historia
El diario nació a comienzos de 1878 bajo el nombre El Anunciador Catalán, adoptando posteriormente su cabecera definitiva. De ideología republicana, en sus inicios llegó a ejercer como órgano del republicanismo posibilista en Barcelona.

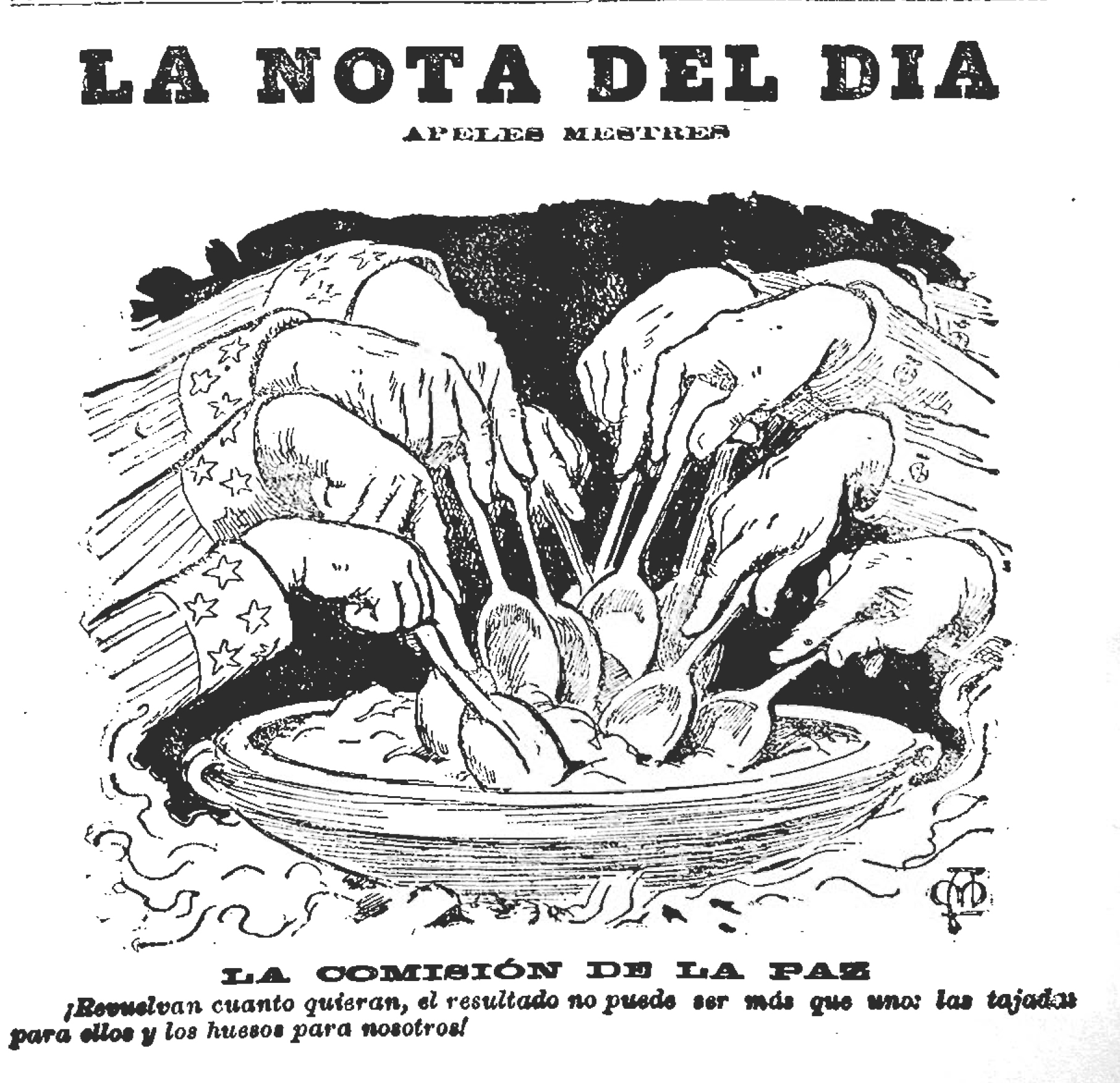
Viñeta de Apeles Mestres (1898).

Fue dirigido en primer lugar por Eusebio Pascual y Casas, quedando posteriormente bajo la dirección de Eusebio Corominas Cornell, durante más de veinte años. Baldomero Oller fue corresponsal del periódico en Londres a comienzos del siglo XX.
El diario estuvo bajo la dirección del republicano Alejandro Lerroux entre 1903 y 1906, y de hecho acabaría convirtiéndose en el órgano de Lerroux. El apoyo de Lerroux a los llamados «Hechos del ¡Cu-Cut!», en 1905, llevarían a su fulminante destitución.
El diario pasaría posteriormente a manos de republicanos catalanistas adheridos a la coalición Solidaritat Catalana, contando con Emilio Junoy como director.
El diario sufrió un importante cambio ideológico durante la Primera Guerra Mundial. En 1915 fue adquirido por el empresario naviero Antonio Tayá, pasando a tener a Román Jori como director. Bajo esta nueva dirección La Publicidad adoptaría un tono más catalanista y obrero, contando con colaboraciones de Andrés Nin, Marcelino Domingo, Juan Comorera, Antoni Rovira i Virgili, Eugenio Xammar o Carles Soldevila, entre otros. Entre noviembre de 1916 y enero del 1917, Francesc Macià fue corresponsal de la revista en París. Muchos de estos redactores procedían del catalanista El Poble Català, diario que habían abandonado en disconformidad con la línea política de la UFNR.
Con el paso de los años el periódico fue aumentando considerablemente su presencia entre el público barcelonés. Si en 1888 tenía una tirada de 11.000 ejemplares, esta pasó a 25.000 en 1913 y a 85.000 ejemplares en 1920. Ello le convirtió en uno de los diarios más leídos de la ciudad condal.
Desapareció en 1922, después de que Acció Catalana adquiriese la publicación y la catalanizara, siendo sucedido por La Publicitat, escrito en catalán.

## Archivo
El Archivo Histórico de la Ciudad de Barcelona conserva una colección de dibujos de Apeles Mestres (1854-1936), un total de 1290, publicados en La Publicidad entre 1896 y 1906 en la sección «La Nota del Día».